# 패니 메이
패니 메이(Fannie Mae, Federal National Mortgage Association, FNMA)는 미국의 정부후원기업(GSE)이며 1968년부터 공개 회사이다. 1938년 대공황 시기에 뉴딜의 일부로서 설립된 패니 메이의 목적은 주택저당증권(MBS) 형태의 모기지 론을 유동화함으로써 2차 모기지 시장을 확대하는 것이다.

## 같이 보기
- 프레디 맥